# 14486 Tuscia
14486 Tuscia è un asteroide della fascia principale. Scoperto nel 1994 da Luciano Tesi e Gabriele Cattani all'Osservatorio di San Marcello Pistoiese, presenta un'orbita caratterizzata da un semiasse maggiore pari a 2,3620703 UA e da un'eccentricità di 0,0703271, inclinata di 3,26054° rispetto all'eclittica.